# ستيلا كرامر
ستيلا كرامر (بالألمانية: Stella Kramer)‏ (22 مارس 1989 في ألمانيا - ) هي لاعبة كرة يد ألمانية.